# الهياج (فرع العدين)

تعديل مصدري - تعديل

الهياج محلة تابعة لقرية جبل السقعة، التابعة لعزلة بني يوسف بمديرية فرع العدين إحدى مديريات محافظة إب في الجمهورية اليمنية، بلغ تعداد سكانها 20 حسب تعداد اليمن لعام 2004.